# Миура, Такахиро (мультипликатор)
Такахиро Миура (яп. 三浦貴博 Миура Такахиро) (5 июня 1975) — режиссёр-постановщик и художник-мультипликатор аниме.

## Биография
В детстве Такахиро Миура хотел стать мангакой, благодаря чему он долгое время обучался живописи. Свою профессиональную карьеру в сфере аниме Миура начал в 2000 году, устроившись мультипликатором на студию Imagin, где первой его работой стало создание ключевой анимации к сериалу Gate Keepers. Далее он продолжил работать в той же должности и в 2003 году перешёл на студию ufotable, сотрудничество с которой начал с сериала Dokkoida?!. 
В 2006 году Миура был назначен ответственным за анимацию в OVA Negima!? Summer режиссёра Сина Онумы, а в 2008 году сам дебютировал в роли режиссёра-постановщика с шестой частью серии фильмов Kara no Kyoukai. В 2010 году новой режиссёрской работой Миуры становится OVA к десятилетию игры Touhou Project. После этого Миура продолжил работу мультипликатора на студии ufotable, отвечая за раскадровку и анимацию боевых сцен, но в 2011 году получил назначение возглавить создание вступительного ролика к визуальному роману Fate/stay night компании Type-Moon. Результат удовлетворил генерального директора Type-Moon Такаси Такэути, и Миура был утверждён в роли режиссёра-постановщика к новой экранизации этой игры — Fate/stay night: Unlimited Blade Works. Сама картина была выпущена в виде двух сезонов в 2014 и 2015 году и получила награду от журнала Newtype как «Лучший аниме-сериал 2015 года». Миура, в свою очередь, был удостоен награды за лучшую режиссуру от этого же издания. 
В 2018 году Миура руководил выпуском ONA-сериала Emiya-san Chi no Kyou no Gohan.

## Фильмография
указаны работы в должности режиссёра-постановщика
- Kara no Kyoukai 6: Boukyaku Rokuon (2008)
- Anime Tenchou×Touhou Project (2010)
- Fate/stay night: Unlimited Blade Works (2014—2015)
- Emiya-san Chi no Kyou no Gohan (2018)